# Pseudobagrus
Pseudobagrus és un gènere de peixos de la família dels bàgrids i de l'ordre dels siluriformes.

## Distribució geogràfica
Es troba a l'Àsia oriental.

## Taxonomia
- Pseudobagrus adiposalis (Oshima, 1919)[3]
- Pseudobagrus albomarginatus (Rendahl, 1928)[4]
- Pseudobagrus analis (Nichols, 1930)[5]
- Pseudobagrus aurantiacus (Temminck i Schlegel, 1846)[6][7]
- Pseudobagrus brachyrhabdion (Cheng, Ishihara & Zhang, 2008)[8]
- Pseudobagrus brevianalis (Regan, 1908)[9]
- Pseudobagrus brevicaudatus (Wu, 1930)[10]
- Pseudobagrus changi (Miao, 1934)
- Pseudobagrus chinensis (Wu, 1930)
- Pseudobagrus chryseus (Day, 1865)
- Pseudobagrus emarginatus (Regan, 1913)
- Pseudobagrus gracilis (Li, Chen & Chan, 2005)[11]
- Pseudobagrus henryi (Herre, 1932)
- Pseudobagrus herzensteini (Berg, 1907)
- Pseudobagrus hwanghoensis (Mori, 1933)[12]
- Pseudobagrus kaifenensis (Tchang, 1934)[13]
- Pseudobagrus koreanus (Uchida, 1990)[14]
- Pseudobagrus kyphus (Mai, 1978)[15][16]
- Pseudobagrus medianalis (Regan, 1904)[17]
- Pseudobagrus nubilosus (Ng & Freyhof, 2007)[18]
- Pseudobagrus omeihensis (Nichols, 1941)[19]
- Pseudobagrus ondon (Shaw, 1930)[20]
- Pseudobagrus pratti (Günther, 1892)[21][22]
- Pseudobagrus rendahli (Pellegrin & Fang, 1940)[23]
- Pseudobagrus sinyanensis (Fu, 1935)[24]
- Pseudobagrus taeniatus (Günther, 1873)[25]
- Pseudobagrus taiwanensis (Oshima, 1919)[3]
- Pseudobagrus tenuis (Günther, 1873)[25]
- Pseudobagrus tokiensis (Döderlein, 1887)[26]
- Pseudobagrus trilineatus (Zheng, 1979)[27]
- Pseudobagrus truncatus (Regan, 1913)[28]
- Pseudobagrus ussuriensis (Dybowski, 1872)
- Pseudobagrus wui (Miao, 1934)[29][30][31][32][33][34][35]